# Nobleza Negra

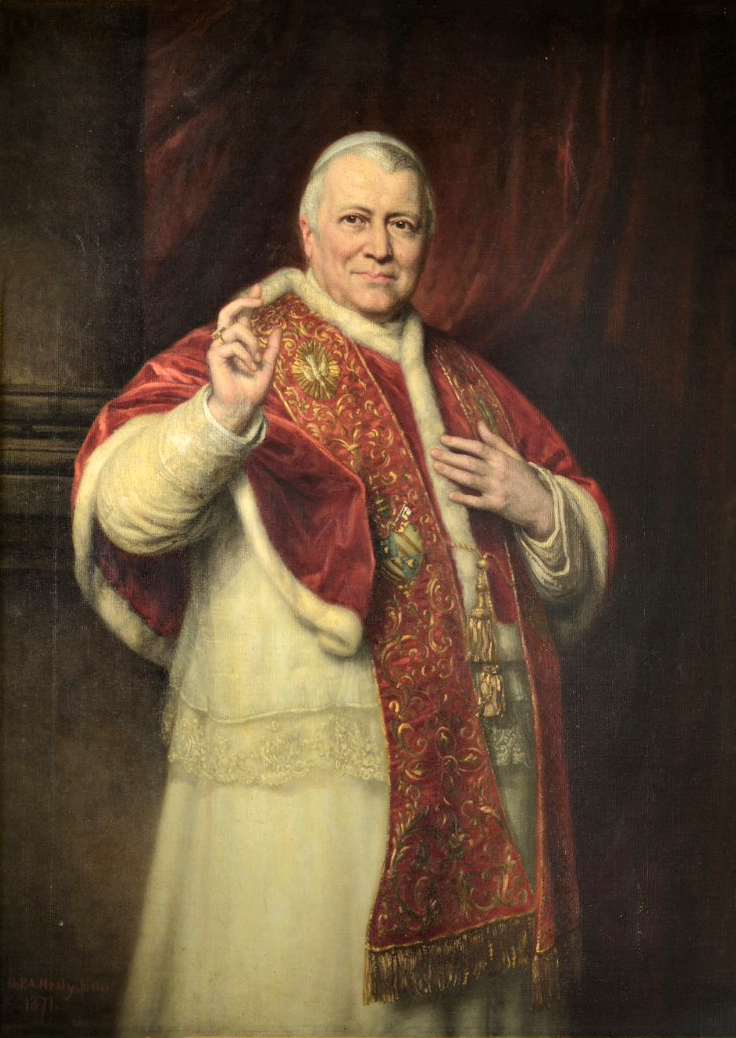
Pío IX retratado por en hacia 1871

La expresión Nobleza negra (en italiano Nobiltà nera) designa a una facción de la nobleza italiana que permaneció al lado del papa Pío IX tras la entrada de las tropas del rey Víctor Manuel II en Roma en el año 1870 poniendo término a la independencia de los Estados Pontificios.
Durante los siguientes 59 años, el papa se confinó dentro del Vaticano afirmando ser un “prisionero” para evitar la apariencia de aceptar la autoridad del nuevo gobierno y estado italiano. Los aristócratas que habían sido ennoblecidos por el papa y que anteriormente eran súbditos de los Estados Pontificios, incluidos los miembros de alto rango de la corte, mantuvieron cerradas las puertas de sus viviendas de Roma como señal de luto, lo que llevó al acuñamiento de dicho término.

## Contexto histórico
Como colofón de la unificación italiana, las tropas del rey Víctor Manuel II entran en Roma en septiembre de 1870, apoderándose del Palacio del Quirinal, entonces residencia papal, obligando a la Curia Romana a retirarse al Palacio Apostólico del Vaticano. De este modo se pone fin de facto a los Estados Pontificios. Tras la celebración de un plebiscito la población de Roma y del Lacio, aceptan su anexión al recién creado Reino de Italia.
El papa Pío IX se opuso a esta anexión. En muestra del no reconocimiento de la legitimidad del Estado Italiano, se encerró dentro del Palacio del Vaticano y se declaró Prisionero en el Vaticano. Para mostrar su solidaridad con el soberano pontífice, una parte de la aristocracia romana rechazó asimismo toda alianza con el recién creado Reino de Italia. Estas familias cerraron las puertas de sus viviendas como muestra de duelo, del mismo modo que en 1875, en el tiempo jubilar del Año Santo, Pío IX mantuvo cerradas las puertas de las cuatro basílicas romanas en símbolo de protesta.
A partir de 1870, la mayor parte de estas familias, conocidas ya como «nobleza negra», poseían cargos honoríficos y hereditarios de la Santa Sede. De hecho sus títulos y privilegios eran provenientes de la Santa Sede, la cual los solía nombrar chambelanes privados o gentilhombres de la Guardia Palatina.

## Evolución
La reclusión voluntaria de los papas dentro de las murallas del Vaticano duró casi sesenta años (desde 1870 a 1929), así como la clausura de las puertas de dichos palacios. Este statu quo duró hasta la firma de los Pactos de Letrán del 11 de febrero de 1929, en cuyo articulado fue creado el Estado independiente de la Ciudad del Vaticano.
Tras la firma de este acuerdo, las familias de la nobleza negra obtuvieron la doble ciudadanía: convirtiéndose en ciudadanos del Estado de la Ciudad del Vaticano y súbditos del Reino de Italia. En testimonio de la gratitud hacia la lealtad demostrada, el papa Pío XI otorgó a la nobleza negra la autorización de formar parte de la Guardia Noble, que hasta entonces estaba reservada a los vástagos de las familias originarias de los antiguos Estados Pontificios (en 1931, Pío XI rechazó acceder a la petición del rey de España Alfonso XIII, que hubiera deseado ver abierta la Guardia noble a las diferentes familias de la aristocracia católica europea). 
Entre las familias de la nobleza negra, se encuentran las familias Massimo Ruspoli así como la de Eugenio Pacelli, futuro Pío XII. 
Entre la nobleza "negra" estuvieron los Boncompagni, Ludovisi, Ottoboni, Caetani, Cesarini, Sforza, Doria, Pamphili, Sciarra, Schiaratura, Lovatelli, ramas de los Odescalchi y de los Pallavicini.

## Epílogo
El 14 de septiembre de 1970, el papa Pablo VI escribió al cardenal Jean-Marie Villot, secretario de Estado de la Santa Sede, una carta oficial por la cual se abolía el grueso de los cuerpos armados del Vaticano, con la excepción de la Guardia suiza. Desde entonces, la desaparición del último bastión de la nobleza negra supuso el fin de sus antiguos privilegios, matrículas de la Ciudad del Vaticano, estatus jurídico particular así como títulos honoríficos.
En mayo de 1977, una parte de la nobleza negra, conducida por la princesa Elvina Pallavicini, se unió al obispo tradicionalista Marcel Lefebvre.